# Kai Lightner
Kai Lightner (* 21. August 1999) ist ein Sportkletterer aus den USA. Er ist sowohl am Fels, als auch bei Wettkämpfen erfolgreich.

## Karriere
Kai Lightner begann 2006 im Alter von sechs Jahren in Fayetteville mit dem Klettern. Bereits ein Jahr später kam er zum Wettkampfklettern. Lightner hat neunmal die nationale Meisterschaft gewonnen und war zudem bereits dreimal Sieger der Pan American Championship. Im September 2014 konnte er die Youth World Championship in Neukaledonien für sich entscheiden, dies ist amerikanischen Kletterern seit 1965 nicht mehr gelungen. Auch am Fels konnte er durch seine Leistungen auf sich aufmerksam machen. 2013 kletterte Lightner seine erste 8b+ Route. Zwei Jahre später gelang ihm dann mit Era Vella seine erste Kletterroute im elften Grad. Im Januar 2016 erreichte er bei der amerikanischen Meisterschaft im Bouldern den 6. Platz.
Kai hat einen Bachelorabschluss in Business Management vom Babson College in Boston, Massachusetts.

## Erfolge

### Wettkämpfe
- 6. Platz Bouldering Open National Championship (Madison, WI)
- 3. Platz Open, 2015 Canadian Lead National Championship, (Victoria, BC)
- 1. Platz Open, 2015 SCS National Championship, (Watertown, MA)
- 1. Platz Youth A, 2015 ABS National Championship, (Madison, WI)
- 3. Platz Youth A, SCS 2015 Youth National Championship, (Kennesaw, GA)
- 2. Platz Youth B, 2014 Pan American Championship (Bouldering), (Mexiko-Stadt, Mexico)
- 1. Platz Youth B, 2014 Pan American Championship (Sport), (Mexiko-Stadt, Mexico)
- 1. Platz Youth B, 2014 IFSC Youth World Championship, (Noumea, NC)
- 1. Platz Youth B, SCS 2014 Youth National Championship, (Atlanta, GA)
- 1. Platz Youth B, ABS 2014 Youth National Championship, (Colorado Springs, CO)
- 1. Platz Youth B, SCS 2013 Youth National Championship, (Atlanta, GA)
- 1. Platz Youth C, SCS 2012 Youth National Championship, (Atlanta, GA)
- 1. Platz Youth C, ABS 13 Youth National Championship, (Colorado Springs, CO)
- 1. Platz Youth C, SCS 2011 Youth National Championship, (Atlanta, GA)
- 2. Platz Youth C, ABS 12 Youth National Championship, 2011 (Boulder, CO)
- 1. Platz Youth D, Pan American Youth Championship – Sport, 2010 (Ibarra, Ecuador)
- 1. Platz Youth D, Pan American Youth Championship – Bouldering, 2010 (Ibarra, Ecuador)
- 1. Platz Youth D, SCS 2010 Youth National Championship – Sport, (Atlanta, GA)
- 2. Platz Youth D, ABS 11 Youth National Championship, 2010 (Alexandria, VA)[4]

### Fels
- Death of Villains (9a+), Hurricave Hurricane (Utah) Amerika (2024)[5]
- Era Vella (9a), Margalef Spanien (April 2015)
- Lucifer (8c+), The Red River Gorge Amerika (April 2014)[6]
- Divine Fury (8c), Maple Canyon Amerika (August 2014)